# Un po' artista un po' no
Un po' artista un po' no è il 20º album in studio di Adriano Celentano, pubblicato nel 1980.

## Il disco
Tutte le canzoni dell'album sono scritte da Cristiano Minellono, Miki Del Prete e Claudia Mori per i testi e Toto Cutugno per la musica. 
In copertina è presente una giovane Pamela Prati, che con questa apparizione guadagnò un'improvvisa popolarità.

## Tracce
1. Un po' artista un po' no – 4:59
2. L'orologio – 4:44
3. Manifesto – 4:36
4. Il tempo se ne va – 3:48
5. Una parola non ci scappa mai – 4:18
6. Non se ne parla nemmeno – 4:16
7. Se non è amore – 4:18
8. Spettabile Signore – 3:02